# Douglas Strait
Die Douglas Strait ist eine 3 km breite Meerenge im Archipel der Südlichen Sandwichinseln. In der Gruppe der Südlichen Thuleinseln trennt sie die Morrell-Insel von Cook Island. Der Klippenfelsen Twitcher Rock liegt in der Meerenge 1,1 km südöstlich der Morrell-Insel.
Als Entdecker dieses Seewegs im Jahr 1820 gelten Teilnehmer der ersten russischen Antarktisexpedition (1819–1821) unter der Leitung des deutsch-baltischen Seefahrers Fabian Gottlieb von Bellingshausen. Wissenschaftler der britischen Discovery Investigations kartierten ihn 1930 und benannten ihn nach Percy Douglas (1876–1939), Mitglied des Ausschusses dieser Forschungsreihe.